# Waireia
Waireia é um género botânico pertencente à família das orquídeas (Orchidaceae).